# Nils Thomas
Nils Marius Thomas (Oslo, 9 de juliol de 1889 - Oslo, 13 de novembre de 1979) va ser un regatista noruec que va competir a començaments del segle xx.
El 1920 va prendre part en els Jocs Olímpics d'Anvers, on va guanyar la medalla de plata en els 8 metres (1919 rating) del programa de vela, a bord del Lyn-2.